# Universidad Técnica de Riga

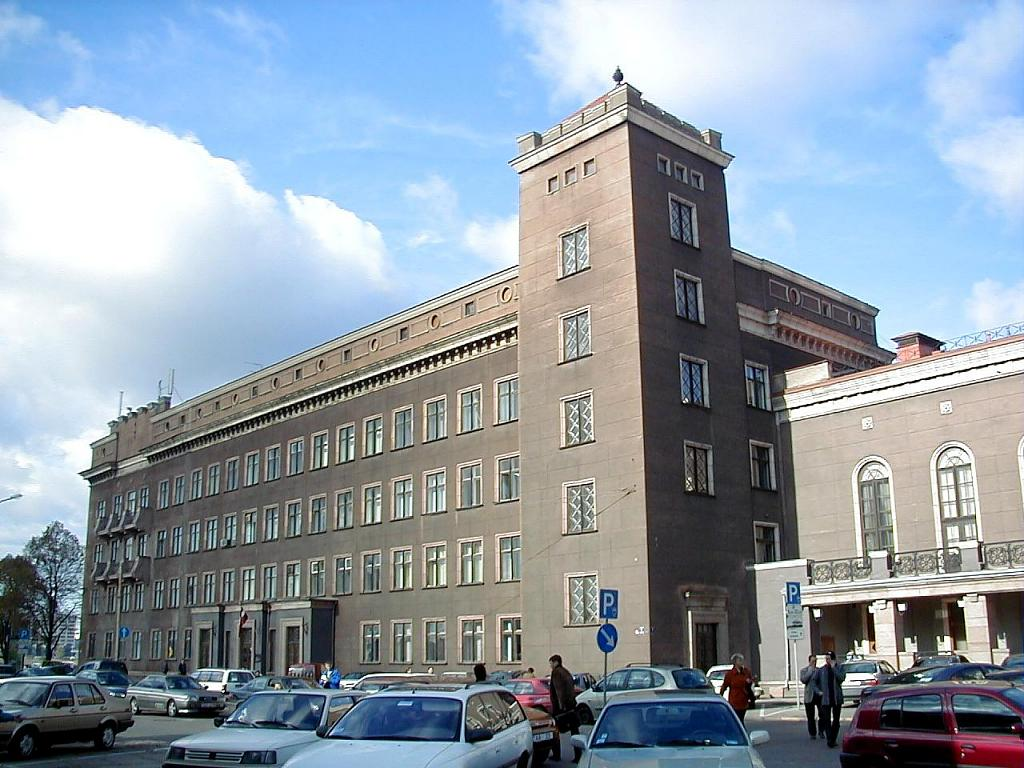
Edificio principal en Plaza Rifleman, Letonia.

La Universidad Técnica de Riga (RTU) (en letón: Rīgas Tehniskā universitāte) es la universidad técnica más vieja en el Báltico establecida el 14 de octubre de 1862. Está localizada en Riga, Letonia y anteriormente era el Instituto Politécnico de Riga y el Politécnico Riga.

## Instituto Politécnico de Riga, 1862–1918
El Politécnico de Riga fue el primero establecido en 1862 y primer instituto politécnico en Rusia Imperial. Ofrecía grados en agricultura, química, ingeniería, mecánica, comercio y arquitectura, con educación en alemán. En 1896, fue rebautizado Instituto Politécnico de Riga, y la lengua de instrucción se cambió al ruso.
En 1914, con la Primera Guerra Mundial, el Instituto Politécnico fue evacuado a Moscú y trabajó allí hasta 1918. Después de aquello, parte de la facultad regresó a Letonia y se unió a la Universidad nuevamente establecida de Letonia. Otros quedaron en Rusia y enseñaron en universidades allí.

## Universidad Técnica de Riga, 1958 al presente
El Instituto Politécnico de Riga fue restablecido en 1958 al dividirse los Departamentos de ingeniería de la Universidad Estatal de Letonia. En 1990, se rebautizó como Universidad Técnica de Riga. La universidad actualmente consta de 8 facultades:
- Facultad de Arquitectura y planificación Urbana
- Facultad de Construcciones e Ingeniería civil
- Facultad de Informática y Tecnología de la información
- Facultad de Electrónica y Telecomunicaciones
- Facultad de Ingeniería económica
- Facultad de Ciencia de materiales y Química Aplicada
- Facultad de Potencia e Ingeniería eléctrica
- Facultad de Transporte e Ingeniería mecánica

En 2003,  tenía 17.281 estudiantes.

## Escuela empresarial de Riga
La Escuela Empresarial de Riga es una institución de educación de empresas dentro de la Universidad Técnica de Riga. Se fundó en 1991, en cooperación cercana con la Universidad Estatal de Nueva York en Búfalo (EE. UU.) y la Universidad de Ottawa (Canadá), y fue la primera institución educativa más alta en los Estados Bálticos ofreciedno Maestrías de Administración Empresarial (MBA) programas en inglés.
La escuela actualmente tiene más de 800 MBA licenciados, mayoritariamente medios- y directores de nivel de nivel superior tanto en Letonia como en el extranjero. Los estándares de educación y la estructura están adoptados al estilo estadounidense MBA, el cual contiene estudios de caso, trabajando en grupos, y participación activa en aulas.

## Ranking
La Universidad Técnica ha sido ranqueada 64.º entre EECA (universidades de Europa Oriental y Asia Central) siendo el segundo más altos ranking universidad en Letonia (detrás de la Universidad de Letonia) y 7ª en los Estados Bálticos. El Webometrics ranking también coloca a la RTU segunda universidad mejor de Letonia después de UoL.